# XXXIV Korpus Armijny (III Rzesza)
XXXIV Korpus Armijny (niem. XXXIV. Armeekorps) – jeden z niemieckich korpusów armijnych, brał udział w okupacji Polski i Jugosławii oraz ataku na Związek Radziecki. 
Utworzony 23 października 1939 roku w Kostrzynie z Dowództwa Odcinka Straży Granicznej. Do 1941 roku uczestniczył w okupacji ziem polskich. W czasie ataku na Związek Radziecki występował pod nazwą Wyższe Dowództwo XXXIV i podlegał Grupie Armii Południe. Dowodzony był przez gen. Ferdinanda Schaala i 22 czerwca 1941 roku składał się z 4 DGór, 113 DP, 125 DP i 132 DP. W dniu 31 stycznia 1942 roku został wchłonięty przez XXXV Korpus Armijny. 
Utworzony ponownie 13 listopada 1944 roku na terytorium okupowanej Jugosławii z części sztabu Komendantury Krety. Podlegał Grupie Armii E, stacjonował m.in. w rejonie Belgradu i na terenach Chorwacji. Na początku grudnia 1944 XXXIV KA zajmował pozycje w rejonie miejscowości Srem. Od 3 grudnia był atakowany przez 1 Proletariacki Korpus Armii należący do Narodowej Armii Wyzwolenia Jugosławii. Następnego dnia pozycje XXXIV KA zostały przełamane a oddziały niemieckie zmuszone do odwrotu. Rozwiązany wraz z końcem wojny. 

## Dowódcy korpusu
Pod nazwą Wyższe Dowództwo XXXIV
- gen. Hermann Metz
- gen. por. Ferdinand Schaal do 13 września 1941
- gen. Hermann Metz (13.09.1941 - 23.12.1941)
- gen. Alfred Wäger (23.12.1941 - do wchłonięcia przez XXXV KA)[4]

Pod nazwą XXXIV KA
- gen. piechoty Friedrich-Wilhelm Müller (13.11.1944 – 8.12.1944)
- gen. lotnictwa Hellmuth Felmy  (8.12.1944 - 8.05.1945)

## Struktura organizacyjna
Jednostki korpuśne: 434 Korpuśny Batalion Łączności
Skład w dniu ataku na ZSRR
- 4 Dywizja Górska
- 113 Dywizja Piechoty
- 125 Dywizja Piechoty
- 132 Dywizja Piechoty

Skład w listopadzie 1944
- 7 Dywizja Górska SS
- 104 Dywizja Piechoty
- 11 Dywizja Polowa Luftwaffe

Skład w marcu 1945
- 22 Dywizja Grenadierów Ludowych
- część 963 Brygady Fortecznej
- część 7 Dywizji Górskiej SS
- 41 Dywizja Piechoty
- 117 Dywizja Strzelców